# Svěntošůvka
Svěntošůvka (polsky Świętoszówka) je vesnice v jižním Polsku ve Slezském vojvodství v okrese Bílsko-Bělá ve gmině Jasenice. Leží na území Těšínského Slezska. V roce 2014 zde žilo 626 obyvatel, rozloha obce činí 1,50 km², čímž se jedná o jednou z nejmenších obcí v regionu.
V minulosti byly se Svěntošůvkou správně spojeny i Běry, rodiště Josefa Božka.
Centrem obce prochází rychlostní silnice S52 Bílsko-Bělá – Těšín, jejímž pokračováním je česká dálnice D48, a také „stará cesta“ z Bílska-Bělé do Těšína.